# Zarivar
Zarivar (perz. زریوار) je slatkovodno jezero u Kurdistanskoj pokrajini na zapadu Irana, oko 7,5 km od granice s Irakom. Oblikovano je tektonskim djelovanjem zapadnih planina Zagrosa, nema stalnih pritoka i napaja se otjecanjem odnosno padalinama. Jezero ima površinu od 7,5 km², dubinu od 12 m i zapremninu od 54 milijuna m³, no navedene vrijednosti mogu bitno oscilirati ovisno o godišnjem dobu. Prosječna nadmorska visina površine jezera jest 1281 m. Kotlina oko jezera naseljena je sa stotinjak tisuća ljudi od čega većina živi u gradu Marivanu. Zarivar je staništem brojnim biljnim i životinjskim vrstama zbog čega je 2009. godine zajedno s pripadajućom okolicom proglašen zaštićenim područjem.

## Etimologija
Etimološko podrijetlo Zarivara temelji se na kurdskoj riječi ziré koja označava more odnosno sufiksu -bar koji podrazumijeva jezero ili baru. Ostali oblici hidronima koji se pojavljuju u literaturi su Zeribar, Zrevar i Zrebar.

## Mitologija
Uz nastanak jezera Zarivar vezuje se više lokalnih legendi, a najpoznatija među njima dijeli sličnosti s biblijskom pričom o Sodomi i Gomori iz starozavjetne Knjige Postanka. Prema legendi, na dnu današnjeg jezera nalazio se drevni grad s iskvarenim stanovništvom i zlim tiraninom na prijestolju. Lokalni mudrac molio se zoroastrijskom vrhovnom božanstvu da okonča njihova zlodjela, a Ahura Mazda uslišila je njegove molitve otvaranjem desetaka izvora podno okolnih planina koji su preko noći potopili grad. Mudrac je kasnije navodno sahranjen podno obronaka istočne planine gdje se u početku nalazilo zoroastrijsko svetište, a potom je prenamijenjeno u džamiju.

## Zemljopis
Zarivar se nalazi na zapadu Zagrosa odnosno u tektonskoj kotlini koja se usporedno s planinskim lancem pruža u smjeru sjeverozapad-jugoistok i tektonski je oblikovan tijekom mezozoika. Kotlina je prema zapadu omeđena planinama Kuh-e Kačlus (1841 m) i Kuh-e Le-Gure (1944 m), a prema istoku padinama Kuh-e Kale-Kile-Kovsa (1791 m) i Kuh-e Nej-Sarana (1815 m). Prosječna nadmorska visina površine jezera iznosi 1281 m, no ovisno o godišnjem dobu može oscilirati za ±3,0 m. Oblik Zarivara konveksan je prema istoku, duljina mu je približno 5,0 km, a najveća širina 2,0 km. Površina jezera kreće se od 7,2 do 7,5 km², dok s pripadajućim vlažnim područjem obuhvaća 32,92 km² koja su 2009. godine proglašena zaštićenim područjem. Uz obale i užu okolicu Zarivara živi oko 100.000 ljudi, uglavnom u gradu Marivanu smještenom na jugoistočnoj strani. Ostala manja naselja su Kulan na zapadnoj, odnosno Kani-Sanan, Dare-Tefi, Pir-Safa, Kani-Sepike i Jangije na istočnoj obali.

## Hidrologija
Tektonska kotlina obuhvaća jezero od 7,5 km² u žarištu, pripadajuće vlažno područje od 32,92 km² s prosječnim perimetrom od 22 km, te u najširem smislu zatvoreni slijev određen razvodnicama na vrhovima okolnih planina čija površina iznosi 108,27 km². Zarivar je specifičan po tome da nema površinskih pritoka već ga vodom napajaju deseci izvora podno okolnih planina, te padaline. Područjem prevladava snježno-šumska klima (Dsa) s hladnim zimama prilikom kojih se površina jezera ponekad zaleđuje. Prosječna količina padalina je 786 mm, relativna vlažnost zraka 58%, a stopa evaporacija 1900 mm godišnje. Maksimalni obujam jezera je 54 milijuna m³, od čega 41 milijun (76%) otpada na površinsko otjecanje, a preostalih 13 milijuna (24%) na izvore. Tijekom kasnog ljeta količina vode se smanjuje za 19 milijuna m³, dok se istovremeno najveća dubina od 12 m prepolavlja. Zbog opasnosti od poplava tijekom 20. stoljeća na južnoj strani jezera (prema Marivanu) podignut je nasip, a na sjevernoj strani je prokopan kanal do rijeke Kizilče-Su koja se nadovezuje na slijev Perzijskog zaljeva. Iskorištavanje ovog kanala za navodnjavanje izazvalo je zabrinutost stručnjaka za zaštitu okoliša koji tvrde da se njime odnose sedimenti ključni za opstanak cijelog lokalnog ekosustava.

## Flora
Flora Zarivara obuhvaća biljke u samom jezeru kao i one iz rubnog vlažnog područja. Najvažniji čimbenik u oblikovanju flore jest prirodni hidrološki ciklus s oscilirajućim vodostajem koji ima pozitivan utjecaj na bioraznolikost jer dinamički obogaćuje ekosustav. Prisutne amfibijske biljke dijele se na četiri kategorije:
- Izranjajuće biljke − pretežito su rasprostranjene u okolnom vlažnom tlu, no mogu se naći i u močvarama: obična trska (Phragmites australis), rogoz (Typha), sit (Juncus), vodoljub (Butomus umbellatus), okrugli šilj (Cyperus rotundus), primorski rančić (Scirpus maritimus) i šaš (Carex).
- Podvodne biljke − rasprostranjene su ravnomjerno od obala do najdubljih dijelova jezera, a najviše ih je uz južnu i istočnu obalu: južnjačka mješinka (Utricularia neglecta), kruta voščika (Ceratophyllum demersum), mriješnjak (Potamogeton) i vodeni dvornik (Polygonum amphibium).
- Plutajuće biljke − prvenstveno su rasprostranjene u jugoistočnim pličinama: bijeli lopoč (Nymphaea alba).
- Slobodno plutajuće biljke − iako nisu korijenjem učvršćene za dno, može ih se naći isključivo u zonama od 0,5-1,0 m dubine: vodena leća (Lemna minor).

Planinske padine u okolici jezera i močvara dijele slične geobotaničke karakteristike s ostatkom sjevernog Zagrosa, a ključni čimbenici za oblikovanje flore su relativno visoka vlažnost zraka odnosno količina padalina. Na padinama prevladavaju šume hrasta, dok ostale vrste uključuju javor, jasen, orah, glog, badem, trešnju, te divlju krušku, jabuku i pistaciju.

## Fauna
Zbog izražene bioraznolikosti, Zarivar s okolicom smatra se jednim od najvažnijih ekosustava u Kurdistanskoj pokrajini. U faunu navedenog spadaju:
- Fitoplanktoni − modrozelena alga mikrocistin (Microcystis), smeđa alga makrocistin (Macrocystis), alge kremenjašice (Cymbella, Navicula, Synedra) i zelene alge (Chlamydomonas, Chlorella, Scenedesmus).
- Zooplanktoni − kiklop (Cyclops), vodenbuha (Daphnia), rašljoticalac (Diaphanosoma), veslonožac (Phyllodiaptomus) i kolnjak (Rotifera).
- Ribe − velika pliska (Alburnus chalcoides), šaran (Cyprinus carpio), zlatna ribica (Carassius auratus), bodljikava jegulja (Mastacembelus mastacembelus), amur (Ctenopharyngodon idella), gambuzija (Gambusia affinis), parma levantska (Capoeta damascina), bijeli tolstolobik (Hypophthalmichthys molitrix) i bezribica (Pseudorasbora parva).
- Ptice − zelenonoga mlakuša (Gallinula chloropus), crna liska (Fulica atra), ćubasti gnjurac (Podiceps cristatus), veliki vranac (Phalacrocorax carbo), siva čaplja (Ardea cinerea), mala guska (Anser erythropus), mali gnjurac (Tachybaptus ruficollis), divlja patka (Anas platyrhynchos), čaplja danguba (Ardea purpurea), žuta čaplja (Ardeola ralloides), kokošica (Rallus aquaticus) i bjelobrada čigra (Chlidonias hybrida).
- Sisavci − euroazijska vidra (Lutra lutra), vodena voluharica (Arvicola amphibius), prašumska mačka (Felis chaus) i vepar (Sus scrofa).
- Gmazovi − riječna kornjača (Mauremys caspica), bjelouška (Natrix natrix) i ribarica (Natrix tessellata).
- Vodozemci − zelena krastača (Bufo viridis), gatalinka (Hyla cinerea) i velika zelena žaba (Pelophylax ridibundus).
- Kukci − vilinski konjici (Brachythemis fuscopalliata i Orthetrum taeniolatum) i brojni drugi.

Među navedenim vrstama bezribica, zlatna ribica i gambuzija spadaju u invazivne, dok su sve ostale autohtone. Godine 2009. jezero Zarivar zajedno s pripadajućom okolicom proglašeno je zaštićenim područjem i danas je popularno odredište za ekološki turizam.

## Poveznice
- Zemljopis Irana
- Popis iranskih jezera